# Tulostoma albiceps
Tulostoma albiceps es una especie de hongo del género Tulostoma, de la familia Agaricaceae, orden Agaricales. Fue descrita por Long y S. Ahmad.

## Distribución
Se distribuye por Asia: India.